# Gregor Kletzenbauer

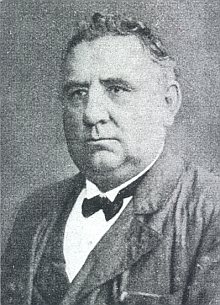
Gregor Kletzenbauer

Gregor Kletzenbauer (* 10. März 1855 in Hablesreith bei Rosenthal im Böhmerwald; † 24. März 1923 in Muscherad bei Kaplitz (Močerady), Tschechoslowakei) war ein böhmisch-österreichischer Politiker der Christlichsozialen Partei bzw. ab 1907 der Deutschen Agrarpartei.

## Ausbildung und Beruf
Kletzenbauer war der Sohn eines Landwirts und ergriff nach dem Besuch der Volksschule auch selbst diesen Beruf. Zudem war er Obmann des landwirtschaftlichen Vereins und der Raiffeisenkasse von Rosenthal im Böhmerwald (Bezirk Kaplitz).

## Politische Funktionen und Mandate
- 1879–1923: Mitglied der Gemeindevertretung bzw. des Gemeinderates von Ziering (Čeřín)
- 1888–1891: Bürgermeister von Ziering
- 1895–1913: Abgeordneter zum Böhmischen Landtag
- 1897–1900: Abgeordneter des Abgeordnetenhauses im Reichsrat (IX. Legislaturperiode); Böhmen, Kurie der Landgemeinden 24; Christlich-soziale Vereinigung
- 1907–1918: Abgeordneter des Abgeordnetenhauses im Reichsrat (XI. und XII. Legislaturperiode); Wahlbezirk Böhmen 125; Deutscher Nationalverband (Deutsche Agrarpartei)
- 21. Oktober 1918 bis 16. Februar 1919: Mitglied der Provisorischen Nationalversammlung, DnP